# Los zancos
Los zancos is een Spaanse dramafilm uit 1984 onder regie van Carlos Saura.

## Verhaal
De zelfmoordpoging van professor Ángel wordt onderbroken door zijn buurvrouw Teresa. Ze nodigt hem uit om te komen eten bij haar familie. Ángel wil meer tijd doorbrengen met Teresa. De geliefde van Teresa vraagt aan Ángel om een stuk te schrijven voor een toneelgezelschap.

## Rolverdeling
| Acteur                | Personage |
| --------------------- | --------- |
| Fernando Fernán Gómez | Ángel     |
| Laura del Sol         | Teresa    |
| Antonio Banderas      | Alberto   |
| Francisco Rabal       | Manuel    |
| Enrique Simón         | Cobo      |